# Pecunia
Pecunia (del latín pecus, que significa "rebaño" o "ganado"), es un concepto referido al comercio y la numismática, que remite a los intercambios en las primeras etapas de la cultura romana y en las medievales, cuando la escasez o inexistencia de moneda obligaba a comerciar en especies, mientras que los animales de granja mayores (bueyes, ovejas) hacían las veces del papel moneda.
También puede traducirse como dinero.
Por extensión, un bien pecuniario es cualquier cosa material con valor en un mercado de valores.